# Shooter (Fernsehserie)
Shooter ist eine US-amerikanische Dramaserie, die auf dem Roman Im Fadenkreuz der Angst (1993) von Stephen Hunter sowie dem gleichnamigen Kinofilm von 2007 basiert. Die Hauptrolle des titelgebenden Scharfschützen wird von Ryan Phillippe gespielt. Die Erstausstrahlung fand nach mehreren Verschiebungen am 15. November 2016 bei USA Network statt. Die deutschsprachige Erstausstrahlung begann am 24. November 2016 beim Pay-TV-Sender Sky 1.
In den Vereinigten Staaten begann die Ausstrahlung der zweiten Staffel am 18. Juli 2017. Da sich Hauptdarsteller Ryan Phillippe während der Dreharbeiten zur zweiten Staffel einen komplizierten Beinbruch zuzog, besteht sie statt aus zehn nur aus acht Episoden. Am 4. Dezember 2017 bestellte USA Network eine dritte Staffel mit 13 Episoden.

## Handlung

### Staffel 1
Nach einem Kampfeinsatz in Afghanistan, wo der Marine Bob Lee Swagger als Scharfschütze im Einsatz war, ist er in die USA zurückgekehrt. Von seinem ehemaligen kommandierenden Offizier und jetzigen Secret-Service-Agenten Isaac Johnson wird er aus dem selbst gewählten Ruhestand geholt. Johnson bittet ihn um Hilfe, weil ein Attentat auf den US-Präsidenten angekündigt wurde und Swagger für fähig gehalten wird, dies zu verhindern. Erst sehr spät bemerkt er, dass man ihn als Sündenbock für den versuchten Mord ausgewählt hatte und er im Zuge der Terrorabwehr hätte sterben sollen.
Dank seines hellen Verstandes und seiner Kampferfahrung gelingt es ihm unterzutauchen. Nur knapp ist er seinen Jägern, die den gesamten Polizeiapparat hinter sich haben, meist einen Schritt voraus. Dabei muss er alle seine Fähigkeiten aufbieten und darf niemandem trauen. Seine einzige Chance sieht er darin, den eigentlichen Attentäter zu finden und die Verantwortlichen zur Rechenschaft zu ziehen, um so seine Unschuld zu beweisen.
Da auch permanent Swaggers Frau und Tochter in Gefahr sind, weil er durch sie erpressbar ist, muss er auch versuchen, sie zu schützen.

## Besetzung
| Rollenname       | Schauspieler           | Bemerkung | Staffel(n) | Folge(n)     | Synchronsprecher  |
| ---------------- | ---------------------- | --- | ---------- | ------------ | ----------------- |
| Bob Lee Swagger  | Ryan Phillippe         | hochqualifizierter Force Recon Marine und MARSOC CSO Scout Sniper                                                                | 1–3        | 1–31         | Kim Hasper        |
| Julie Swagger    | Shantel VanSanten      | Bob Lees Ehefrau und Mutter von Mary, hilft ihrem Mann und steht zu ihm, als er auf der Flucht ist; kann mit einer Waffe umgehen | 1–3        | 1–31         | Marieke Oeffinger |
| Nadine Memphis   | Cynthia Addai-Robinson | FBI-Agentin, bemerkt Ungereimtheiten in den offiziellen Angaben und arbeitet später mit Bob Lee Swagger zusammen                 | 1–3        | 1–31         | Vera Teltz        |
| Jack Payne       | Eddie McClintock       | ein CIA-Agent, verstrickt in die Verschwörung gegen Swagger, grausam und skrupellos, wird von Julie Swagger erschossen           | 1, 3       | 1–10, 28     | Tobias Kluckert   |
| Isaac Johnson    | Omar Epps              | Secret Service Agent und ehemaliger Commanding Officer von Force Recon Marine und MARSOC CSO von Bob Lee Swagger                 | 1–3        | 1–31         | Dietmar Wunder    |
| Howard Utey      | David Marciano         | Direktor des FBI und Nadine Memphis Vorgesetzter                                                                                 | 1          | 1–3, 5–8, 10 | Joachim Tennstedt |
| Mary Swagger     | Lexy Kolker            | Bob Lees und Julies Tochter, 6 Jahre alt                                                                                         | 1          | 1–4, 6, 8–31 | Marie Thönißen    |
| Hugh Meachum     | Tom Sizemore           | ein CIA-Black-Ops-Mitarbeiter mit mysteriösen Motiven, wird von Krukov getötet                                                   | 1          | 2, 4–8       | Ronald Nitschke   |
| Grigory Krukov   | Sean Cameron Michael   | Russischer Diplomat | 1          | 2, 8–10      | Joachim Kaps      |
| Anna Wallingford | Delaina Mitchell       | Julies verheiratete Schwester und Marys Tante; ihr Mann verrät Julies und Bob Lees Kontaktaufnahme an das FBI                    | 1–3        | 2, 4, 7, 8   | Melanie Hinze     |
| Solotov          | Josh Stewart           | tschetschenischer Sniper | 2–3        | 11–19        | Robert Glatzeder  |

## Ausstrahlung
Nachdem der ausstrahlende Sender USA Network die Pilotfolge im August 2015 beauftragt hat, wurde bereits im Februar eine vollständige erste Staffel geordert.
Der Ausstrahlungsbeginn in den Vereinigten Staaten war für den 19. Juli 2016 vorgesehen, wurde jedoch, auf Grund des Attentats auf Polizisten in Dallas, zwei Wochen vorher auf den 26. Juli 2016 verschoben. Nachdem am 17. Juli 2016 in Baton Rouge ein erneutes Attentat auf Polizisten stattgefunden hat, wurde die Serie aus dem Sommerprogramm gestrichen. Am 3. Oktober wurde schließlich die Premiere auf den 15. November 2016 festgelegt.
Die deutschsprachige Erstveröffentlichung ist seit dem 24. November 2016 auf dem Pay-TV-Sender Sky 1 zu sehen. Im deutschsprachigen Free-TV wird die Serie seit dem 17. Juli 2019 auf dem Schweizer Fernsehsender TV24 ausgestrahlt. Joyn Primetime zeigt die Serie seit dem 28. Dezember 2019 im deutschen Free-TV.

## Trivia
Executive Producer dieser Serie (2016–2018) war Mark Wahlberg, nachdem er zuvor im gleichnamigen Film Shooter (2007) die Hauptrolle des Bob Lee Swagger gespielt hatte.

## Episodenliste

### Staffel 1
Die erste Staffel war vom 15. November 2016 bis zum 17. Januar 2017 auf dem US-amerikanischen Kabelsender USA Network zu sehen. Die deutschsprachige Erstausstrahlung sendete der Pay-TV-Sender Sky 1 vom 24. November 2016 bis zum 26. Januar 2017.
| Nr. (ges.) | Nr. (St.) | Deutscher Titel  | Originaltitel       | Erstausstrahlung USA | Deutschsprachige Erstausstrahlung (D) | Regie              | Drehbuch                    | Zuschauer (USA) |
| ---------- | --------- | ---------------- | ------------------- | -------------------- | ------------------------------------- | ------------------ | --------------------------- | --------------- |
| 1          | 1         | Anschlag         | Point of Impact     | 15. Nov. 2016        | 24. Nov. 2016                         | Simon Cellan Jones | John Hlavin                 | 1,439 Mio.      |
| 2          | 2         | Ausbruch         | Exfil               | 22. Nov. 2016        | 24. Nov. 2016                         | Simon Cellan Jones | John Hlavin                 | 1,250 Mio.      |
| 3          | 3         | Geist            | Musa Qala           | 29. Nov. 2016        | 1. Dez. 2016                          | Roxann Dawson      | Adam E. Fierro              | 1,673 Mio.      |
| 4          | 4         | Planänderung     | Overwatch           | 6. Dez. 2016         | 8. Dez. 2016                          | Simon Cellan Jones | T.J. Brady & Rasheed Newson | 1,363 Mio.      |
| 5          | 5         | Miliz            | Recon by Fire       | 13. Dez. 2016        | 15. Dez. 2016                         | Adam Davidson      | Dara Resnik                 | 1,303 Mio.      |
| 6          | 6         | Todeszone        | Killing Zone        | 20. Dez. 2016        | 22. Dez. 2016                         | Simon Cellan Jones | Matt Bosack                 | 1,532 Mio.      |
| 7          | 7         | Sperrfeuer       | Danger Close        | 27. Dez. 2016        | 5. Jan. 2017                          | Christoph Schrewe  | Tim Talbott                 | 1,626 Mio.      |
| 8          | 8         | Konfrontation    | Red on Red          | 3. Jan. 2017         | 12. Jan. 2017                         | Kevin Bray         | Matthew Newman              | 1,432 Mio.      |
| 9          | 9         | Befreiungsschlag | Ballistic Advantage | 10. Jan. 2017        | 19. Jan. 2017                         | Christoph Schrewe  | T.J. Brady & Rasheed Newson | 1,419 Mio.      |
| 10         | 10        | Showdown         | Primer Contact      | 17. Jan. 2017        | 26. Jan. 2017                         | Simon Cellan Jones | John Hlavin                 | 1,449 Mio.      |

### Staffel 2
Die zweite Staffel war vom 18. Juli bis zum 5. September 2017 auf dem US-amerikanischen Kabelsender USA Network zu sehen. Die deutschsprachige Erstausstrahlung sendete der Pay-TV-Sender Sky 1 vom 8. bis zum 29. Oktober 2017.
| Nr. (ges.) | Nr. (St.) | Deutscher Titel    | Originaltitel              | Erstausstrahlung USA | Deutschsprachige Erstausstrahlung (D) | Regie          | Drehbuch                       | Zuschauer (USA) |
| ---------- | --------- | ------------------ | -------------------------- | -------------------- | ------------------------------------- | -------------- | ------------------------------ | --------------- |
| 11         | 1         | Gejagt             | The Hunting Party          | 18. Juli 2017        | 8. Okt. 2017                          | Yuval Adler    | John Hlavin                    | 1,507 Mio.      |
| 12         | 2         | Heroin             | Remember the Alamo         | 25. Juli 2017        | 8. Okt. 2017                          | Yuval Adler    | Will Staples                   | 1,168 Mio.      |
| 13         | 3         | Rachefeldzug       | Don’t Mess with Texas      | 1. Aug. 2017         | 15. Okt. 2017                         | Jaime Reynoso  | T.J. Brady & Rasheed Newson    | 1,155 Mio.      |
| 14         | 4         | Selbstverteidigung | The Dark End of the Street | 8. Aug. 2017         | 15. Okt. 2017                         | David Straiton | Kate Barnow                    | 1,271 Mio.      |
| 15         | 5         | Atlas              | The Man Called Noon        | 15. Aug. 2017        | 22. Okt. 2017                         | Lukas Ettlin   | Jennifer Cacicio & John Hlavin | 1,194 Mio.      |
| 16         | 6         | Mexiko             | Across the Rio Grande      | 22. Aug. 2017        | 22. Okt. 2017                         | David Straiton | Matthew Newman                 | 1,198 Mio.      |
| 17         | 7         | Eingesperrt        | Someplace Like Bolivia     | 29. Aug. 2017        | 29. Okt. 2017                         | Chloe Domont   | John Hlavin                    | 1,302 Mio.      |
| 18         | 8         | Scheideweg         | That’ll Be the Day         | 5. Sep. 2017         | 29. Okt. 2017                         | Jaime Reynoso  | Scott Gold                     | 1,196 Mio.      |

### Staffel 3
Die dritte Staffel war vom 21. Juni bis zum 13. September 2018 auf dem US-amerikanischen Kabelsender USA Network zu sehen. Die deutschsprachige Erstausstrahlung sendete der Pay-TV-Sender Sky 1 vom 24. Juni bis zum 16. September 2018.
| Nr. (ges.) | Nr. (St.) | Deutscher Titel               | Originaltitel             | Erstausstrahlung USA | Deutschsprachige Erstausstrahlung (D) | Regie               | Drehbuch                                     | Zuschauer (USA) |
| ---------- | --------- | ----------------------------- | ------------------------- | -------------------- | ------------------------------------- | ------------------- | -------------------------------------------- | --------------- |
| 19         | 1         | Geheimnisse der Vergangenheit | Backroads                 | 21. Juni 2018        | 24. Juni 2018                         | Jaime Reynoso       | T.J. Brady & Rasheed Newson                  | 0,924 Mio.      |
| 20         | 2         | Der zweite Schütze            | Red Meat                  | 28. Juni 2018        | 1. Juli 2018                          | David Straiton      | John Hlavin                                  | 0,718 Mio.      |
| 21         | 3         | Die Sünden des Vaters         | Sins of the Father        | 5. Juli 2018         | 8. Juli 2018                          | Amanda Marsalis     | Amanda Segel                                 | 0,715 Mio.      |
| 22         | 4         | Die Gott-Box                  | The Importance of Service | 12. Juli 2018        | 15. Juli 2018                         | Christopher Schrewe | Jennifer Cacicio                             | 0,766 Mio.      |
| 23         | 5         | Übergabe                      | A Call to Arms            | 19. Juli 2018        | 22. Juli 2018                         | David Straiton      | Matt Bosack                                  | 0,694 Mio.      |
| 24         | 6         | Titan                         | Lines Crossed             | 26. Juli 2018        | 29. Juli 2018                         | Jessica Lowrey      | T.J. Brady & Rasheed Newson                  | 0,673 Mio.      |
| 25         | 7         | Patricias Geheimnis           | Swing Vote                | 2. Aug. 2018         | 5. Aug. 2018                          | Christoph Schrewe   | Scott Gold & Tim Walsh                       | 0,699 Mio.      |
| 26         | 8         | Das Phoenix-Tape              | The Red Badge             | 9. Aug. 2018         | 12. Aug. 2018                         | Chloe Domont        | John Hlavin                                  | 0,712 Mio.      |
| 27         | 9         | Die Alpha-Bruderschaft        | Alpha Dog                 | 16. Aug. 2018        | 19. Aug. 2018                         | Hanelle Culpepper   | Amanda Segel                                 | 0,788 Mio.      |
| 28         | 10        | Heiße Spur                    | Orientation Day           | 23. Aug. 2018        | 26. Aug. 2018                         | David Straiton      | Jennifer Cacicio & Desta Tedros Reff         | 0,700 Mio.      |
| 29         | 11        | Abgründe                      | Family Fire               | 30. Aug. 2018        | 2. Sep. 2018                          | Ami Canaan Mann     | Eric Anderson & Matt Bosack                  | 0,729 Mio.      |
| 30         | 12        | Schutzengel                   | Patron Saint              | 6. Sep. 2018         | 9. Sep. 2018                          | Millicent Shelton   | David Daitch, Katie Johnson & Matthew Newman | 0,593 Mio.      |
| 31         | 13        | Im Fadenkreuz                 | Red Light                 | 13. Sep. 2018        | 16. Sep. 2018                         | David Straiton      | John Hlavin                                  | 0,785 Mio.      |